# Bandera de Argoños
La bandera de Argoños es uno de los símbolos del ayuntamiento de Argoños (Cantabria), junto a su escudo. Dicha bandera es de paño rectangular, con una franja superior de color blanco que la cruza diagonalmente desde el ángulo superior del asta al inferior del batiente; la porción alta es de color verde claro y la baja de color azul turquesa claro.
La bandera fue adoptada en sesión plenaria celebrada por el ayuntamiento el día 28 de septiembre de 1992 siendo autorizada por el Consejo de Gobierno de Cantabria el día 11 de julio de 1996, previo informe favorable emitido por la Real Academia de la Historia.